# Swainsons vuuroog
Swainsons vuuroog (Pyriglena atra) is een zangvogel uit de familie Thamnophilidae (miervogels). Het is een bedreigde, endemische vogelsoort in Brazilië. De Nederlandse naam verwijst naar de Britse ornitholoog William Swainson die deze vogel in 1825 geldig heeft beschreven.

## Kenmerken
De vogel is 17,5 cm lang. Het mannetje is egaal zwart, met een witte vlek op de rug waar veren zitten die aan de basis wit zijn. Het vrouwtje is roodbruin van boven en heeft een meer zwartbruine staart.

## Verspreiding en leefgebied
Deze soort is endemisch in oostelijk Brazilië in zuidelijk Sergipe en noordoostelijk Bahia. Het leefgebied bestaat uit dichte ondergroei aan de randen van open plekken in natuurlijk bos.

## Status
Swainsons vuuroog heeft een beperkt verspreidingsgebied en daardoor is de kans op uitsterven aanwezig. De grootte van de populatie werd in 2016 door BirdLife International geschat op 600 tot 1700 individuen en de populatie-aantallen nemen af door habitatverlies. Om deze redenen staat deze soort als bedreigd op de Rode Lijst van de IUCN.